# Senrusnės ir Sennemunės ežerai
Senrusnės ir Sennemunės ežerai este o arie protejată (arie de protecție specială avifaunistică — SPA) din Lituania întinsă pe o suprafață de 1.585,67 ha, integral pe uscat.

## Localizare
Centrul sitului Senrusnės ir Sennemunės ežerai este situat la coordonatele 55°08′21″N 21°45′38″E / 55.1392°N 21.7606°E.

## Înființare
Situl Senrusnės ir Sennemunės ežerai a fost declarat arie de protecție specială avifaunistică în iunie 2005 pentru a proteja 10 specii de animale.

## Biodiversitate
Situată în ecoregiunea boreală, aria protejată nu include niciun habitat protejat.
La baza desemnării sitului se află mai multe specii protejate de  păsări (10): gârliță mare (Anser albifrons), gâscă de semănătură (Anser fabalis), chirighiță-cu-obraz-alb (Chlidonias hybridus), chirighiță neagră (Chlidonias niger), barză albă (Ciconia ciconia), erete de stuf (Circus aeruginosus), erete cenușiu (Circus pygargus), cristeiul de câmp (Crex crex), bătăuș (Philomachus pugnax), cresteț pestriț (Porzana porzana).
Pe lângă speciile protejate, pe teritoriul sitului au mai fost identificate 1 specie de păsări.